# Kodaikanal
Kodaikanal (Tamil: கொடைக்கானல் Koṭaikkāṉal [ˈkoɖaiˌkːaːnəl], kurz Kodai) ist eine Stadt im indischen Bundesstaat Tamil Nadu. Sie liegt in den Palani-Bergen auf rund 2200 Metern Höhe und hat knapp 37.000 Einwohner (Volkszählung 2011). Neben Udagamandalam in den Nilgiri-Bergen ist Kodaikanal der bekannteste Bergort (Hill Station) Tamil Nadus und vor allem während der Sommermonate wegen seines kühlen Gebirgsklimas ein populäres Urlaubsziel.

## Geografie
Kodaikanal liegt im Westen Tamil Nadus in den Palani-Bergen, einem Ausläufer der Westghats. Die Stadt befindet sich auf einem Plateau auf rund 2200 Metern Höhe umgeben von der bewaldeten Berglandschaft der Palani-Berge. Das Zentrum des Ortes bildet ein künstlich angelegter See, der Kodaikanal Lake.
Kodaikanal gehört zum Distrikt Dindigul und ist Hauptort des Taluks (Sub-Distrikts) Kodaikanal. Die Distrikthauptstadt Dindigul liegt rund 100 Kilometer östlich im Flachland. Die nächstgelegene Großstadt ist Madurai 120 Kilometer südöstlich. Chennai, die Hauptstadt des Bundesstaates, ist 520 Kilometer von Kodaikanal entfernt.

## Klima
Wegen seiner Höhenlage hat Kodaikanal ein Gebirgsklima mit gemäßigten Temperaturen. Gleichzeitig sind die jahreszeitlichen Temperaturschwankungen wegen der Lage in den Tropen gering. Die durchschnittliche Höchsttemperatur liegt bei 19,8 °C im Sommer und 17,3 °C im Winter, die durchschnittliche Tiefsttemperatur beträgt 11,3 °C im Sommer bzw. 8,3 °C im Winter. Der Jahresniederschlag beträgt im Durchschnitt 770 Millimeter.
|                       | Jan  | Feb  | Mär  | Apr   | Mai   | Jun  | Jul   | Aug   | Sep   | Okt   | Nov   | Dez   |   |         |
| Mittl. Tagesmax. (°C) | 17,6 | 18,7 | 20,1 | 20,6  | 20,9  | 18,9 | 17,7  | 17,9  | 18,1  | 17,4  | 16,5  | 16,8  | ⌀ | 18,4    |
| Mittl. Tagesmin. (°C) | 8,2  | 8,6  | 10,1 | 11,7  | 12,7  | 12,1 | 11,5  | 11,4  | 11,3  | 10,8  | 9,8   | 8,7   | ⌀ | 10,6    |
|                       |      |      |      |       |       |      |       |       |       |       |       |       |   |         |
| Niederschlag (mm)     | 56,7 | 36,2 | 58,4 | 136,0 | 150,2 | 97,9 | 120,2 | 152,3 | 188,4 | 257,2 | 234,5 | 140,3 | Σ | 1.628,3 |
|                       |      |      |      |       |       |      |       |       |       |       |       |       |   |         |
| Sonnenstunden (h/d)   | 7,1  | 8,2  | 7,8  | 7,3   | 6,8   | 4,5  | 3,1   | 4,1   | 4,3   | 4,3   | 4,3   | 6,2   | ⌀ | 5,7     |
|                       |      |      |      |       |       |      |       |       |       |       |       |       |   |         |
| Regentage (d)         | 3,4  | 3    | 5,1  | 10,9  | 13,5  | 15,2 | 17,5  | 17,2  | 17,9  | 19,1  | 14,8  | 10,8  | Σ | 148,4   |
|                       |      |      |      |       |       |      |       |       |       |       |       |       |   |         |
| Luftfeuchtigkeit (%)  | 64   | 62   | 56   | 66    | 71    | 79   | 82    | 83    | 82    | 85    | 85    | 72    | ⌀ | 74      |

| 8,2 |

| 8,6 |

| 10,1 |

| 11,7 |

| 12,7 |

| 12,1 |

| 11,5 |

| 11,4 |

| 11,3 |

| 10,8 |

| 9,8 |

| 8,7 |

| 8,2 |

| 8,6 |

| 10,1 |

| 11,7 |

| 12,7 |

| 12,1 |

| 11,5 |

| 11,4 |

| 11,3 |

| 10,8 |

| 9,8 |

| 8,7 |

## Geschichte

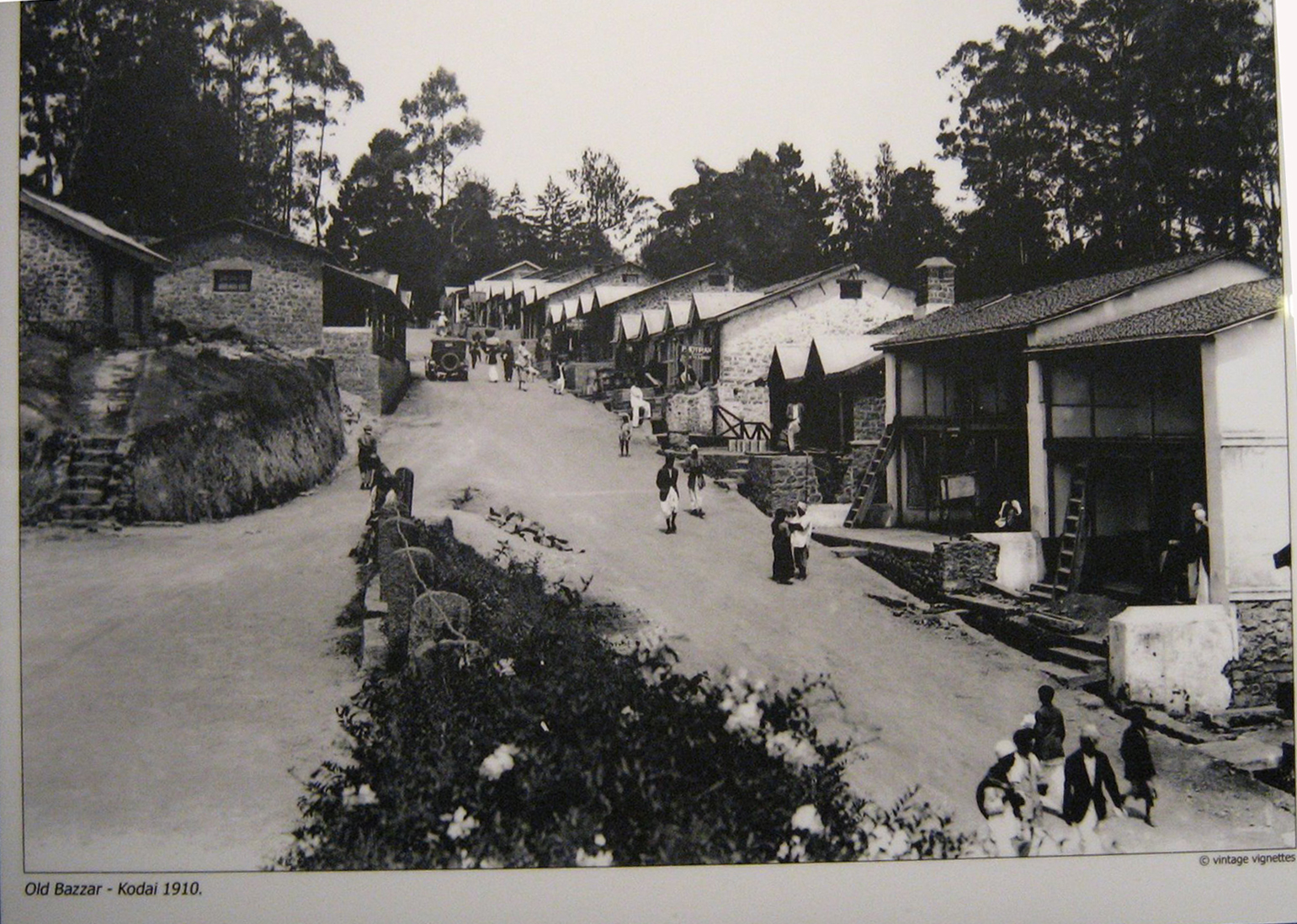
Bazar Road (heute Anna Salai) in Kodaikanal, 1910

Die Nilgiri-Berge wurden ursprünglich von den Adivasi-Stamm der Paliyan sowie später aus dem Flachland zugewanderten Ackerbauern besiedelt. Während der britischen Kolonialzeit entdeckten die britischen Kolonialbeamten und westlichen Missionare im 19. Jahrhundert die klimatisch begünstigten Palani-Berge als Rückzugsort, an dem sie der Hitze des Flachlandes entfliehen konnten. Der erste Westler, der Kodaikanal besuchte, war 1821 der britische Leutnant B. S. Ward. 1845 gründeten amerikanische Missionare die Siedlung Kodaikanal als Missionsstation. In der Folgezeit ließen sich weitere Westler in Kodaikanal nieder, sodass der Ort im Jahr 1901 bereits 1.912 dauerhafte Bewohner hatte. Dazu kamen zahlreiche Sommergäste, die nur die heiße Jahreszeit in Kodaikanal verbrachten. 1899 wurde Kodaikanal zur Stadtgemeinde (municipality) erhoben. Bereits 1875 war die Bahnstation Kodai Road am Fuß der Palani-Berge eingerichtet worden, um den Zugang nach Kodaikanal zu erleichtern. Der Aufstieg nach Kodaikanal musste aber nach wie vor zu Fuß oder mit der Hilfe von Trägern bewältigt werden. Erst 1914 wurde Kodaikanal durch den Bau der Kodai Ghat Road an das Straßennetz angeschlossen.
Nach der indischen Unabhängigkeit 1947 verließen die meisten Briten Indien. Stattdessen entwickelte sich Kodaikanal zu einem populären Urlaubsziel für indische Inlandstouristen. Mit dem anhaltenden Wachstum der indischen Mittelschicht erfreut sich Kodaikanal immer größerer Beliebtheit.

## Sehenswürdigkeiten

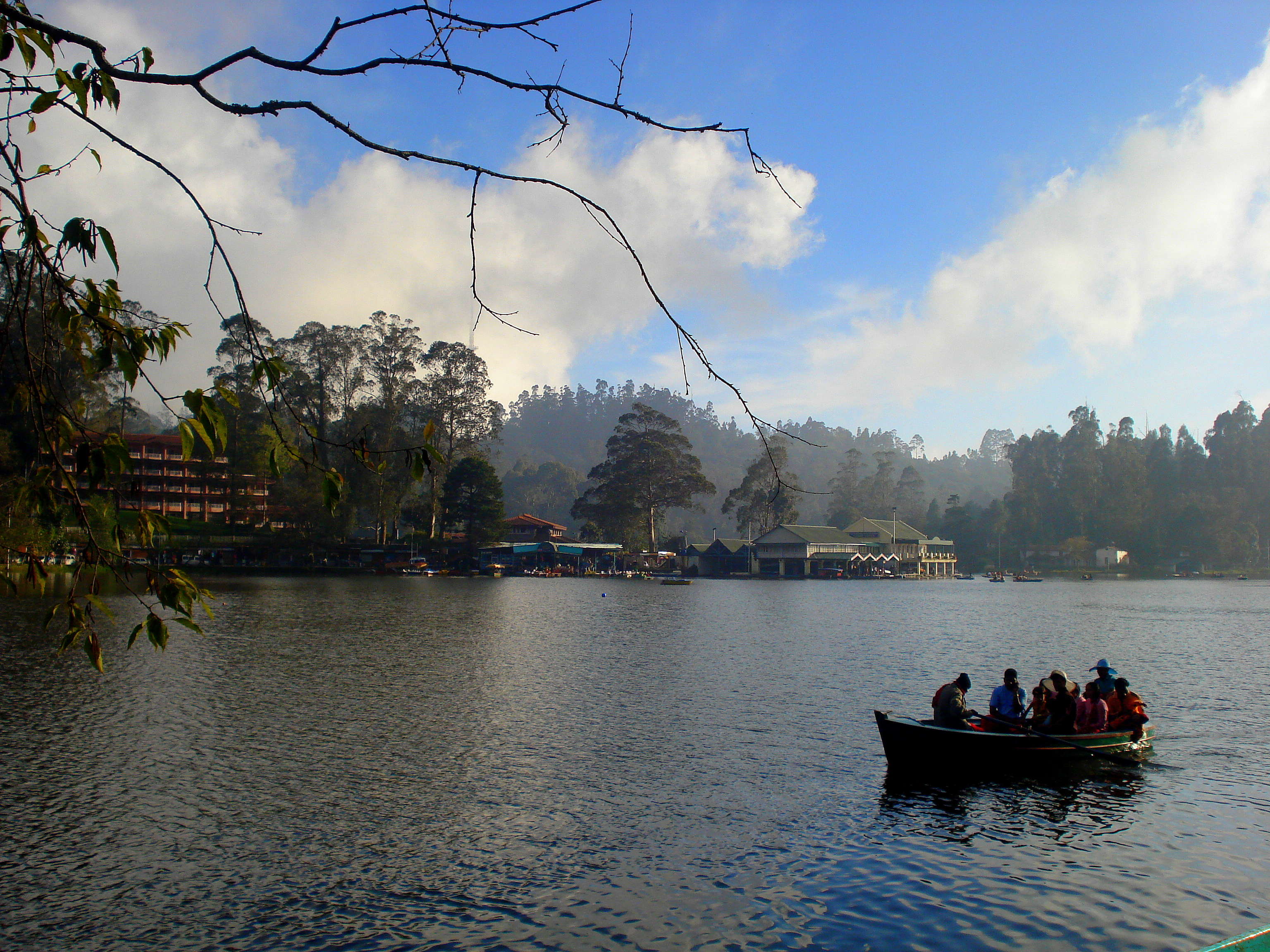
Am Kodaikanal Lake

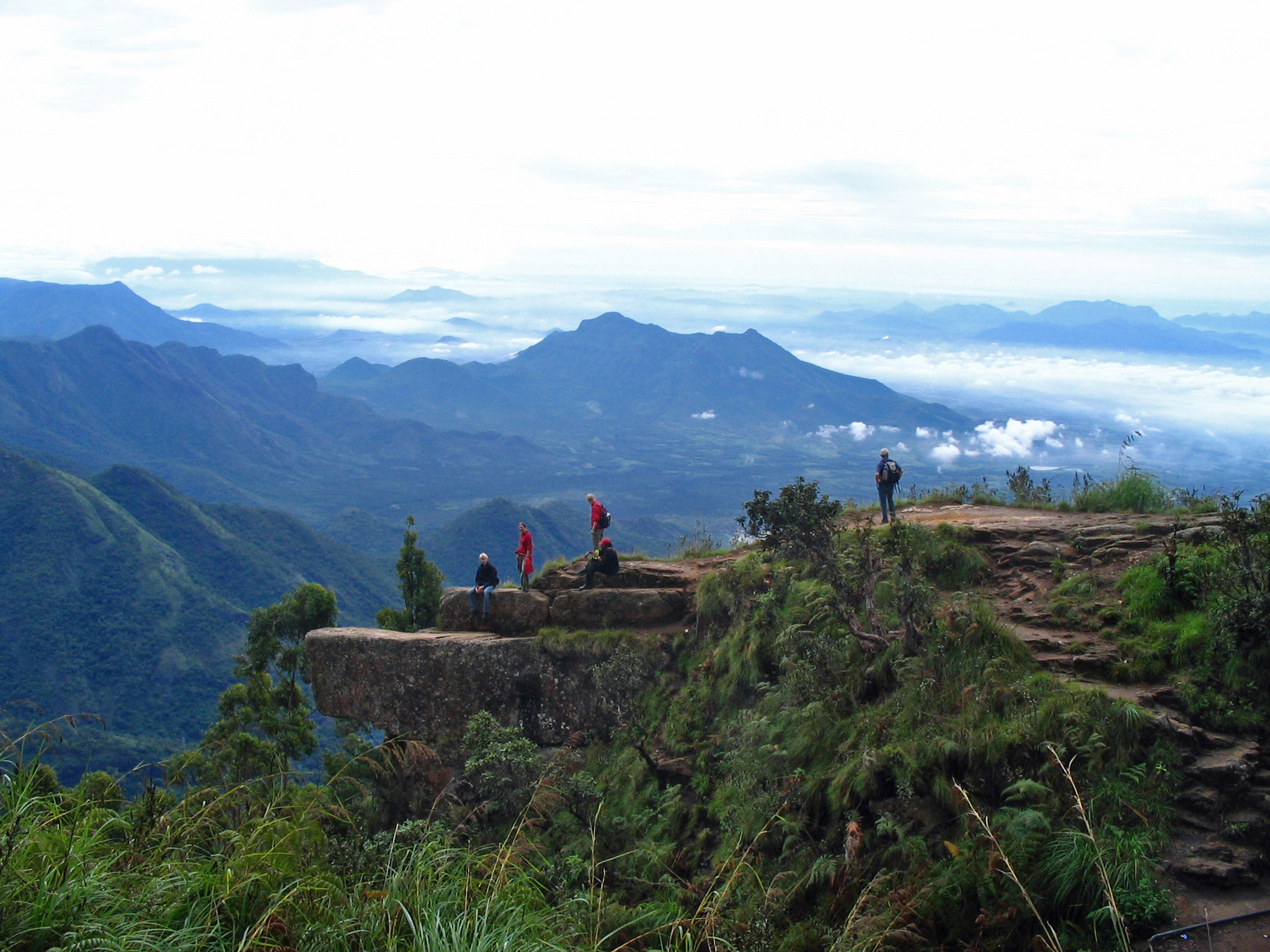
Der Aussichtspunkt Dolphin's Nose bei Kodaikanal

Der sternförmige See Kodaikanal Lake im Zentrum der Stadt wurde 1863 künstlich angelegt. Er ist 24 Hektar groß und wird von einem fünf Kilometer langen Uferweg gesäumt. Viele Touristen nutzen ihn für Bootsfahrten oder Spaziergänge. Am Ostufer des Sees befindet sich der botanische Garten Bryant's Park.
Die größte Attraktion Kodaikanals dürfte die Berglandschaft der Umgebung sein. An dem Steilhang an der Südseite Kodaikanals führt der einen Kilometer lange Spazierweg Coaker's Walk entlang. Bei klarem Wetter bieten sich von hier spektakuläre Aussichten bis weit in die Ebene. Andere bekannte Aussichtspunkte in und um Kodaikanal sind Green Valley View fünf Kilometer vom See entfernt, Silent Valley View und der Felsen Dolphin's Nose in acht Kilometer Entfernung. Sieben Kilometer vom See entfernt stehen die Pillar Rocks, eine spektakuläre Felsformation aus drei 122 Meter hohen Felsen. Wasserfälle in der Umgebung Kodaikanals sind die 55 Meter hohe Silver Cascade und die Bear Shola Falls.
An der höchsten Stelle Kodaikanals auf 2.343 Metern Höhe steht das Kodaikanal-Observatorium, ein 1899 gegründetes sonnenphysikalisches Observatorium des Indian Institute of Astrophysics. Das Fernrohr mit 20 cm Öffnungsweite dient heute noch gelegentlich der Beobachtung von Kometen und Okkultationen. Zu anderen Zeiten ist es Besuchern zugänglich. 
Als Relikt der Kolonialzeit besitzt Kodaikanal zahlreiche Kirchenbauten. Die bekannteste Kirche Kodaikanals ist die katholische La Salette Church, die der Muttergottes von La Salette geweiht ist. Der wichtigste Hindutempel in Kodaikanal ist der Kurinji-Andavar-Tempel. Er ist dem Gott Murugan in seiner Eigenschaft als Herr der Berggegend (kurinji) gewidmet.

## Bevölkerung
49 Prozent der Einwohner Kodaikanals sind Hindus, 39 Prozent sind Christen und 12 Prozent Muslime. Die Hauptsprache ist, wie in ganz Tamil Nadu, das Tamil, das von 99 Prozent der Bevölkerung als Muttersprache gesprochen wird.

## Wirtschaft
Der wichtigste Erwerbszweig Kodaikanals ist der Tourismus. Das als „Prinzessin der Bergorte“ (Princess of the Hill Stations) titulierte Kodaikanal ist neben dem in den Nilgiri-Bergen gelegenen Udagamandalam (Ooty) der wichtigste Bergort (Hill Station) Tamil Nadus und gehört zu den populärsten Reisezielen des Bundesstaates. Im Jahr 2011 wurde Kodaikanal von 7,9 Millionen Touristen besucht. Der Trend der Besucherzahlen ist, wie in ganz Tamil Nadu, rapide ansteigend. Kodaikanal wird hauptsächlich von einheimischen Touristen besucht und ist vor allem bei Hochzeitspaaren beliebt. Die Hauptsaison ist die heiße Jahreszeit zwischen April und Juni, wenn viele Inlandstouristen der Hitze in den Ebenen in die kühleren Berggegenden entfliehen.
Zwischen 1984 und 2001 stellte eine Fabrik des Hindustan-Unilever-Konzerns in Kodaikanal Thermometer her. Die unsachgemäße Entsorgung von Abfällen der Fabrik hat zu schweren Umweltschäden durch Quecksilberemissionen geführt.

## Verkehr und Infrastruktur

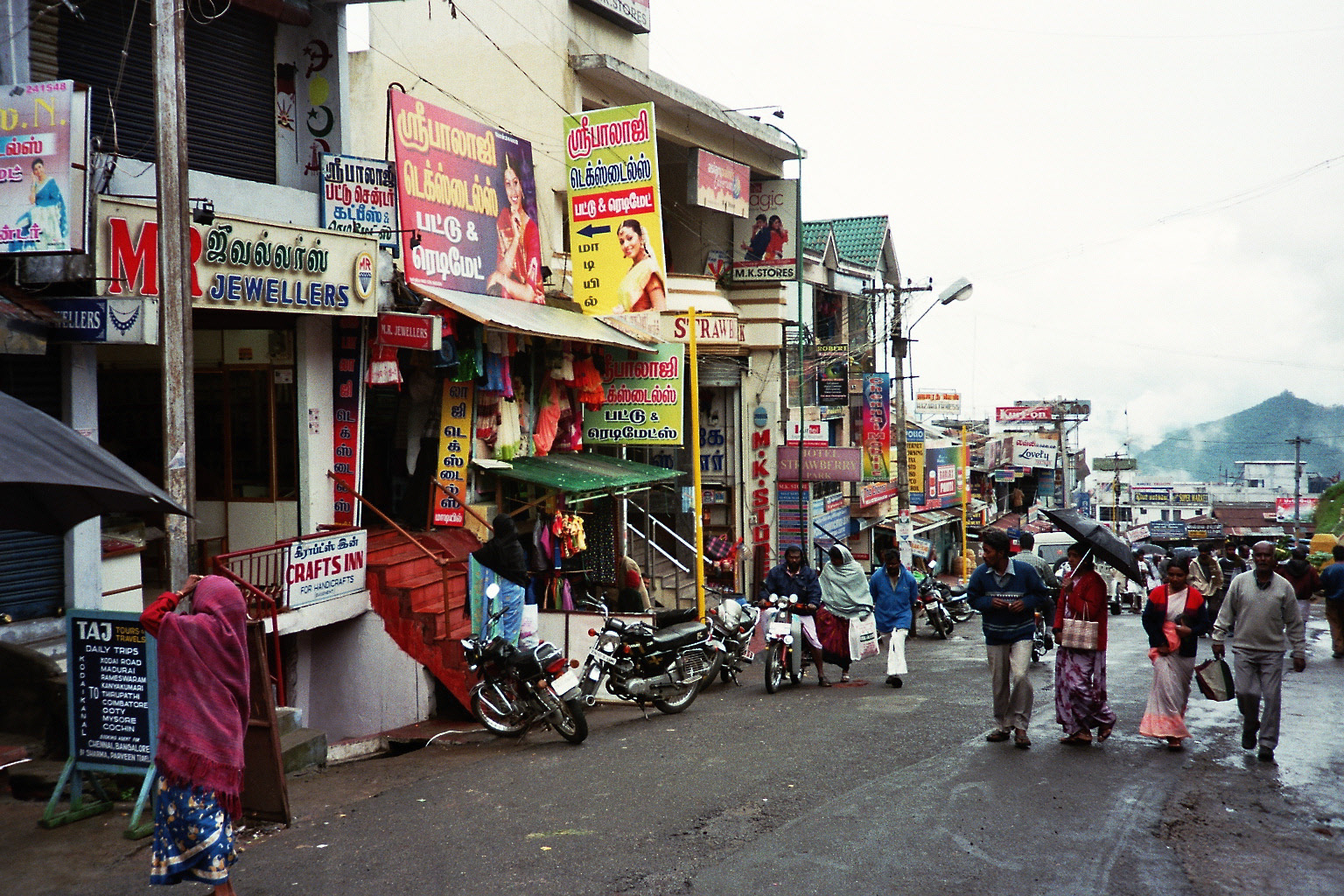
Einkaufsstraße in Kodaikanal

Kodaikanal ist nur auf dem Straßenweg zu erreichen. Die 57 Kilometer lange Kodaikanal Ghat Road (State Highway 156) beginnt westlich von Batlagundu am Fuß der Palani-Berge und führt von Süden nach Kodaikanal, die Palani Ghat Road verbindet Kodaikanal mit dem am Nordrand der Berge gelegenen Palani. Die Verbindungsstraße von Kodaikanal nach Westen über den Hauptkamm der Westghats hinweg nach Munnar im Nachbarbundesstaat Kerala, welche die Briten 1942 als Evakuierungsweg aus Furcht vor einer japanischen Invasion Indiens anlegten, wurde 1990 geschlossen.
Der Bahnhof Kodai Road liegt zwei Stunden Busfahrt entfernt in der Ebene an der Bahnstrecke von Chennai nach Madurai. Der nächste Flughafen ist der Flughafen Madurai (135 Kilometer).
Entsprechend der schwer zu erreichenden Lage Kodaikanals sind die aus dem übrigen Indien importierten Lebensmittel und andere Waren teurer als anderswo. Der Postweg verlängert sich durch die abgeschiedene Lage. Die Infrastruktur der Stadt ist gut ausgebaut, es gibt Einzelhandel, Gastronomie, Hotels, Banken und zwei Krankenhäuser. Kodaikanal verfügt über eine größere Zahl an Bildungseinrichtungen, darunter die renommierte Kodaikanal International School, die als christliche Schule mit dem früheren Namen Highclerc School am 1. Juli 1901 für den Schulunterricht der Kinder von amerikanischen Missionaren eröffnet wurde.

## Persönlichkeiten
- Manon de Boer (* 1966), indisch-niederländische Videokünstlerin